# Haloti Ngata
Etuini Haloti Ngata (Inglewood, 21 gennaio 1984) è un ex giocatore di football americano tongano che ha militato nei ruoli di defensive end e nose tackle nella National Football League (NFL).
Al college ha giocato a football per a Oregon venendo premiato come All-American. Fu scelto nel corso del primo giro del Draft NFL 2006 dai Baltimore Ravens come 12º assoluto.

## Carriera

### Baltimore Ravens

#### Stagione 2006
Ngata decise di lasciare l'Università dell'Oregon con un anno di anticipo poiché sua madre, 'Ofa, si trovava nella prima fase della dialisi a un rene. Essa morì il 13 gennaio 2006.
Ngata fu scelto dai Baltimore Ravens nel primo giro (12º assoluto) del draft 2006, diventando solo il secondo giocatore proveniente da Oregon ad essere selezionato, dopo che Patrick Johnson fu scelto come 42º assoluto del Draft NFL 1998. Il 28 luglio 2006, Ngata firmò un contratto quinquennale del valore di 14 milioni di dollari coi Baltimore Ravens. Nella sua stagione da rookie, egli giocò da titolare tutte e 16 le partite, terminando con 31 tackle, un sack ed un intercetto.

#### Stagione 2007
Nella seconda stagione da professionista, Ngata giocò nuovamente tutte le 16 partite della stagione regolare da titolare, facendo registrare 63 tackle (40 solitari e 23 assistiti), tre sack sul quarterback avversario e due passaggi deviati.

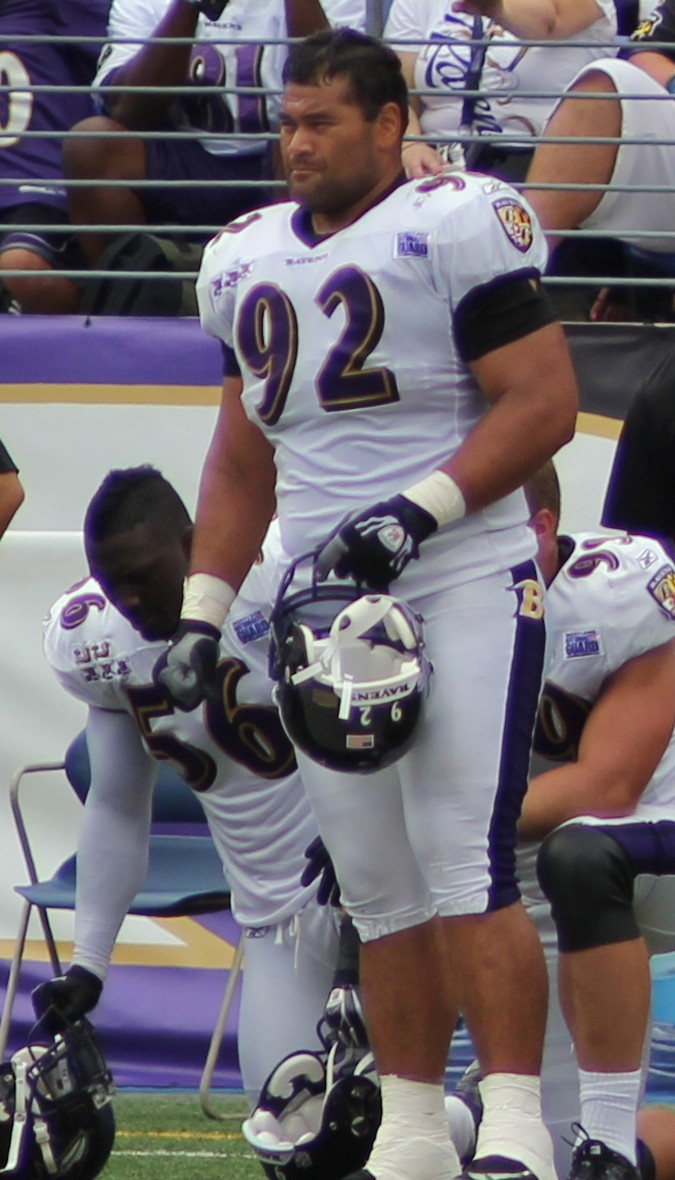
Ngata nel 2011.

#### Stagione 2008
Nella sua terza stagione nella National Football League, Ngata per il terzo anno consecutivo non saltò alcuna partita, giocandole tutte le titolare. A fine stagione chiuse con 55 tackle, 1 tackle, 2 intercetti con un guadagno totale di 8 yard e venne inserito per la prima volta nella formazione ideale della stagione.

#### Stagione 2009
Durante la stagione 2009, Ngata giocò 14 partite (13 da titolare) e partì nella formazione iniziale anche in entrambe le gare di playoff disputate dai Ravens. Nella stagione regolare mise a segno 36 tackle, 26 dei quali non assistiti, e 1,5 sack. Fu nuovamente inserito nella formazione ideale della stagione ed ottenne la sua prima convocazione per l'annuale Pro Bowl disputato alle Hawaii.

#### Stagione 2010
Dopo una grande stagione nel 2010 in cui giocò tutte le partite (15 da titolare) dove mise a segnò 63 tackle e 5,5 sack (record in carriera), Ngata fu inserito nelle formazioni ideali della stagione dall'Associated Press, da USA Football e dall'Associazione dei Giocatori NFL. Egli fu convocato anche per il terzo Pro Bowl consecutivo.

#### Stagione 2011
Il 15 febbraio, i Ravens usarono la franchise tag on Ngata. Il 20 settembre firmò un contratto quinquennale del valore di 61 milioni di dollari.
I Ravens aprirono la stagione 2011 contro i Pittsburgh Steelers l'11 settembre. Durante la partita, Ngata forzò un fumble e interferì su un passaggio che guidò all'intercetto di Ray Lewis; i Ravens vinsero 35-7.
Il 2 ottobre 2011, durante la gara dei Ravens contro i New York Jets, Ngata mise a segno un sack sul QB dei Jets Mark Sanchez, forzando un fumble. Il linebacker dei Ravens Jarrett Johnson raccolse il fumble e lo ritornò in un touchdown. I Ravens vinsero la gara 34-17. Dopo aver rivisto l'azione, la NFL comminò una multa di 15.000 dollari su Ngata per violenza sul passatore, benché nessuna penalità fosse stata indicata dagli arbitri durante la gara.

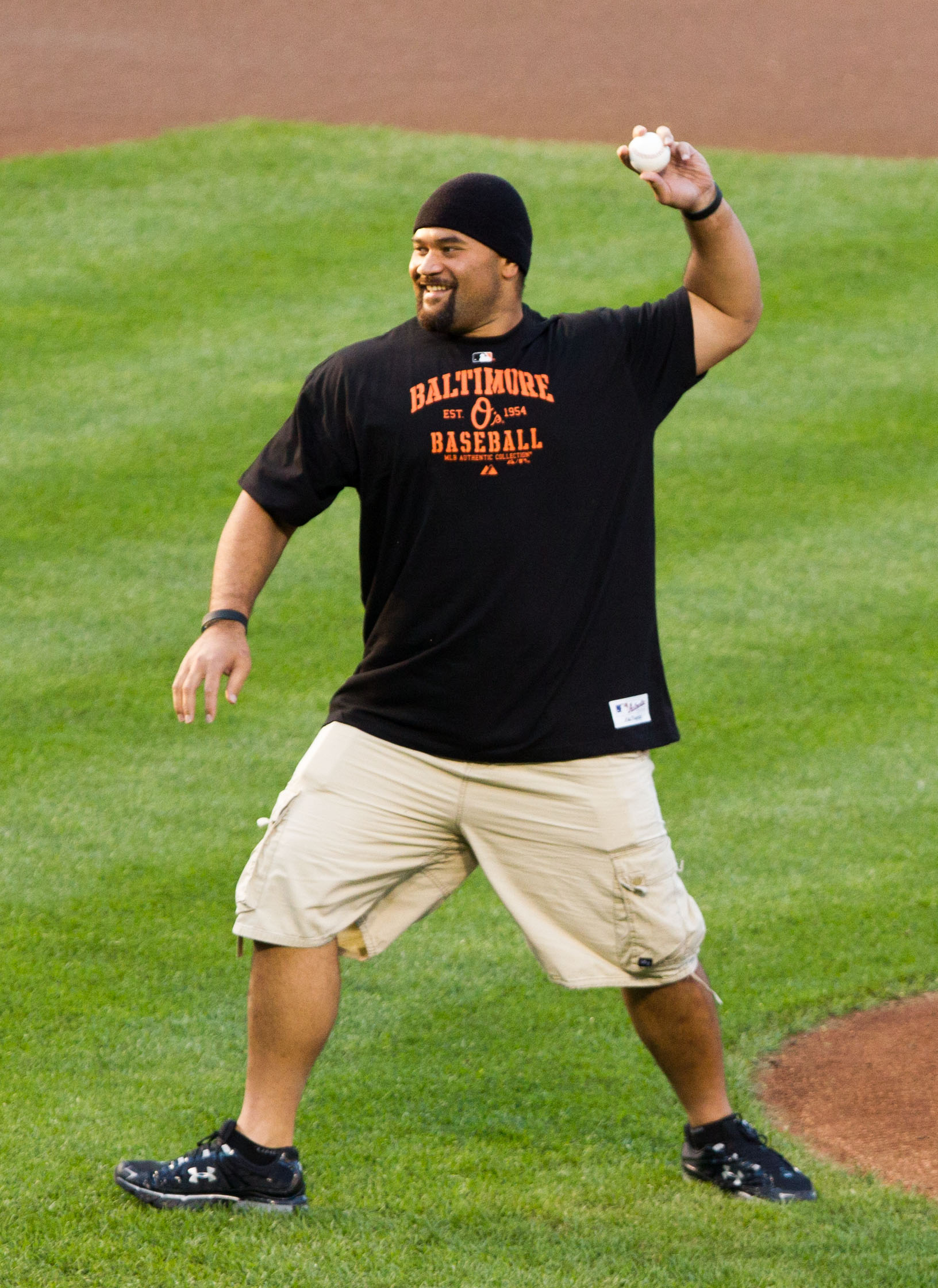
Ngata a una partita degli Orioles nel 2012.

Ngata terminò la stagione col record in carriera di 64 tackle (36 solitari), oltre a 5 sack, 2 fumble forzati e 5 passaggi deviati che gli fecero guadagnare la terza convocazione consecutiva per il Pro Bowl e il 9º posto nella NFL Top 100, l'annuale classifica dei migliori cento giocatori della stagione. Grazie alla loro rocciosa difesa, i Ravens vinsero la propria division ed avanzarono nei playoff sino alla finale dell'AFC, persa dopo aver sbagliato il field goal del potenziale pareggio nei secondi finali coi New England Patriots.

#### Stagione 2012
Il 10 settembre 2012, Ngata iniziò la stagione nel migliore dei modi contribuendo alla netta vittoria dei Ravens contro i Cincinnati Bengals per 44-13 in cui mise a segno quattro tackle e due sack su Andy Dalton. I Ravens vinsero la quarta gara consecutiva nella settimana 6 contro i Dallas Cowboys con Haloti che mise a segnò quattro tackle e un sack su Tony Romo. Il 26 dicembre fu convocato per il quarto Pro Bowl in carriera e il 12 gennaio 2013 fu inserito nel Second-team All-Pro. Nei playoff 2012-2013, i Ravens eliminarono nei primi due turni i Colts e i Denver Broncos. Nella finale della AFC Baltimore batté in trasferta i New England Patriots qualificandosi per il secondo Super Bowl della storia della franchigia. Il 3 febbraio 2013, Ngata partì come titolare nel Super Bowl XLVII contribuendo con 2 tackle alla vittoria dei Ravens sui San Francisco 49ers per 34-31, laureandosi per la prima volta campione NFL. A fine anno fu posizionato al numero 42 nella classifica dei migliori cento giocatori della stagione.

#### Stagione 2013
Il primo sack della stagione, Ngata lo mise a referto nella settimana 3 contro i Texans. La sua annata si chiuse con 52 tackle e 1,5 sack. Il 27 dicembre fu premiato con la quinta convocazione al Pro Bowl in carriera mentre i Ravens non riuscirono a tornare ai playoff per difendere il titolo. A fine anno fu votato al 45º posto nella NFL Top 100 dai suoi colleghi.

#### Stagione 2014
Nella seconda settimana, Ngata fece registrare il quarto intercetto in carriera, il primo dalla stagione 2008, ai danni di Ben Roethlisberger nella vittoria sugli Steelers. Il 4 dicembre fu sospeso per le ultime quattro partite della stagione regolare per avere violato le politiche della lega per abuso di sostanze vietate. A fine anno fu comunque inserito nel Second-team All-Pro e votato all'82º posto nella NFL Top 100. Tornò in campo il 3 gennaio 2015, quando i Ravens ottennero la loro prima vittoria nei playoff a Pittsburgh superando gli Steelers vincitori della division per 30-17 in una gara che concluse con due tackle e un sack.

### Detroit Lions
Il 10 marzo 2015, Ngata fu scambiato coi Detroit Lions per una scelta del quarto e del quinto giro del Draft 2015.

### Philadelphia Eagles
Il 15 marzo 2018 Ngata firmò con i Philadelphia Eagles. Il 18 marzo 2019 annunciò il proprio ritiro.

## Palmarès

### Franchigia
- Super Bowl : 1

Baltimore Ravens: Super Bowl XLVII
- American Football Conference Championship: 1

Baltimore Ravens: 2012

### Individuale
- Convocazioni al Pro Bowl: 5

2009, 2010, 2011, 2012, 2013
- All-Pro: 6

2008, 2009, 2010, 2011, 2012, 2014
- PFWA All-Rookie Team - 2006